# De Snipperij
De Snipperij (eerder ook wel: Snipperij) is een gehucht in de gemeente Westerkwartier in de provincie Groningen. Het ligt tussen Noordwijk en Kornhorn. Het bestaat uit twee doodlopende wegen aan weerszijden van de Noordwijkerweg van Marum naar Grootegast. Het gehucht ligt in het kleinschalige coulisselandschap dat kenmerkend is voor dit deel van de provincie.

## Beschrijving
In tegenstelling tot de dorpen in Langewold die gelegen zijn op een dekzandrug, ligt De Snipperij tussen twee zandruggen in. De Leidijk ten zuiden van het gehucht vormde oudtijds de scheiding tussen de streken Langewold en Vredewold. In 1821 bestond De Snipperij uit zeven woningen. Hoewel de weg tussen Kornhorn en Noordwijk in het begin van de 19e eeuw nog niet was aangelegd, was er wel sprake van het "Russchepad" of "Ruskepad" dat doorliep tot aan Doezum. Nadat de verbinding met Noordwijk tot stand was gekomen, was dit deel tot 1900 een tolweg.

### Etymologie
De naam van het gehucht wordt op meerdere manieren uitgelegd. Zo zou de naam verband houden met de jacht op de gelijknamige vogelsoort, snip. Er is ook een theorie die verwijst naar de familie Snip die oorspronkelijk uit deze streek afkomstig zou zijn. Zo zijn ten westen van het gehucht de Snipspoel en de Snip's Reed gelegen. Al wordt ook wel verondersteld dat deze familie haar naam aan de buurtschap ontleend zou hebben. Tevens zou de naam verwant zijn aan het woord "snipperen" of "snippelen" (in kleine stukjes snijden), hetgeen duidt op smalle stroken grond.

### Molen
In De Snipperij werd in 1866 een kleine beltmolen gebouwd met een vlucht van zo'n 15,50 meter. Deze korenmolen werd in 1886 eigendom van T. Valk die de molen in 1900 liet verhogen tot een stellingmolen. De molen stond in die tijd bekend als de Ebenhaëzer. Later werd de molen ook wel aangeduid als molen "De Valk". De molen werd in 1903 voorzien van een motor waarna de molen in 1916 werd onttakeld. Wel is de onderbouw van de molen nog aanwezig.

### Curringhepad
Ten westen van het gehucht werd in 1997 een gebied aangekocht door Staatsbosbeheer. Dit zou ik in 2001 overgedragen worden aan het dorp Kornhorn dat verantwoordelijk is voor de ontwikkeling van het gebied. Het zo ontstane "Curringheveld" kent verder twee wandelroutes waarvan het "Curringhepad" tevens door De Snipperij voert. Hierbij wordt ook de Polmalaan aangedaan waar de gebeurtenissen rondom IJje Wijkstra zich afspeelden.

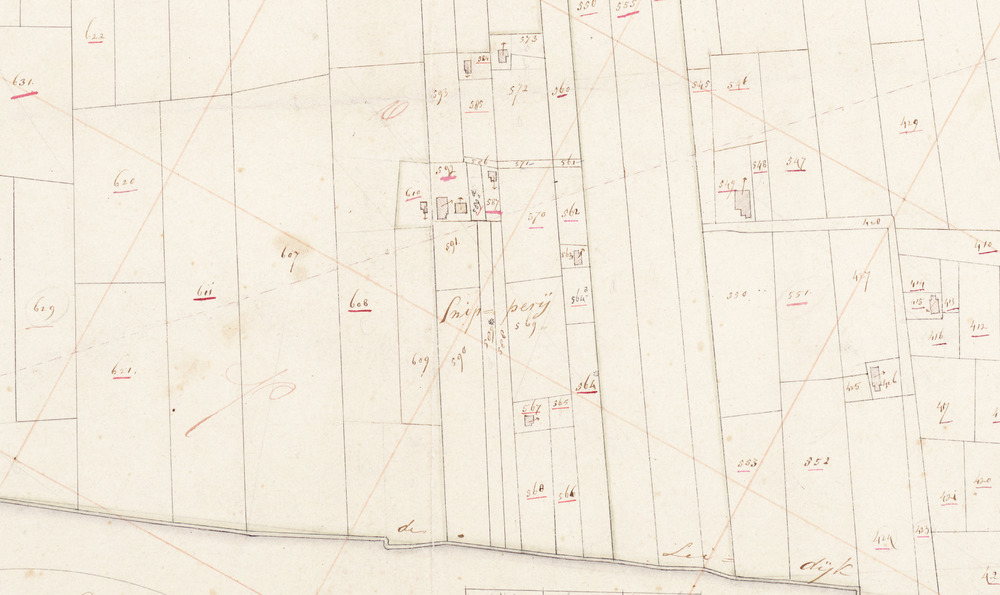
De Snipperij op een kadasterkaart uit 1832.
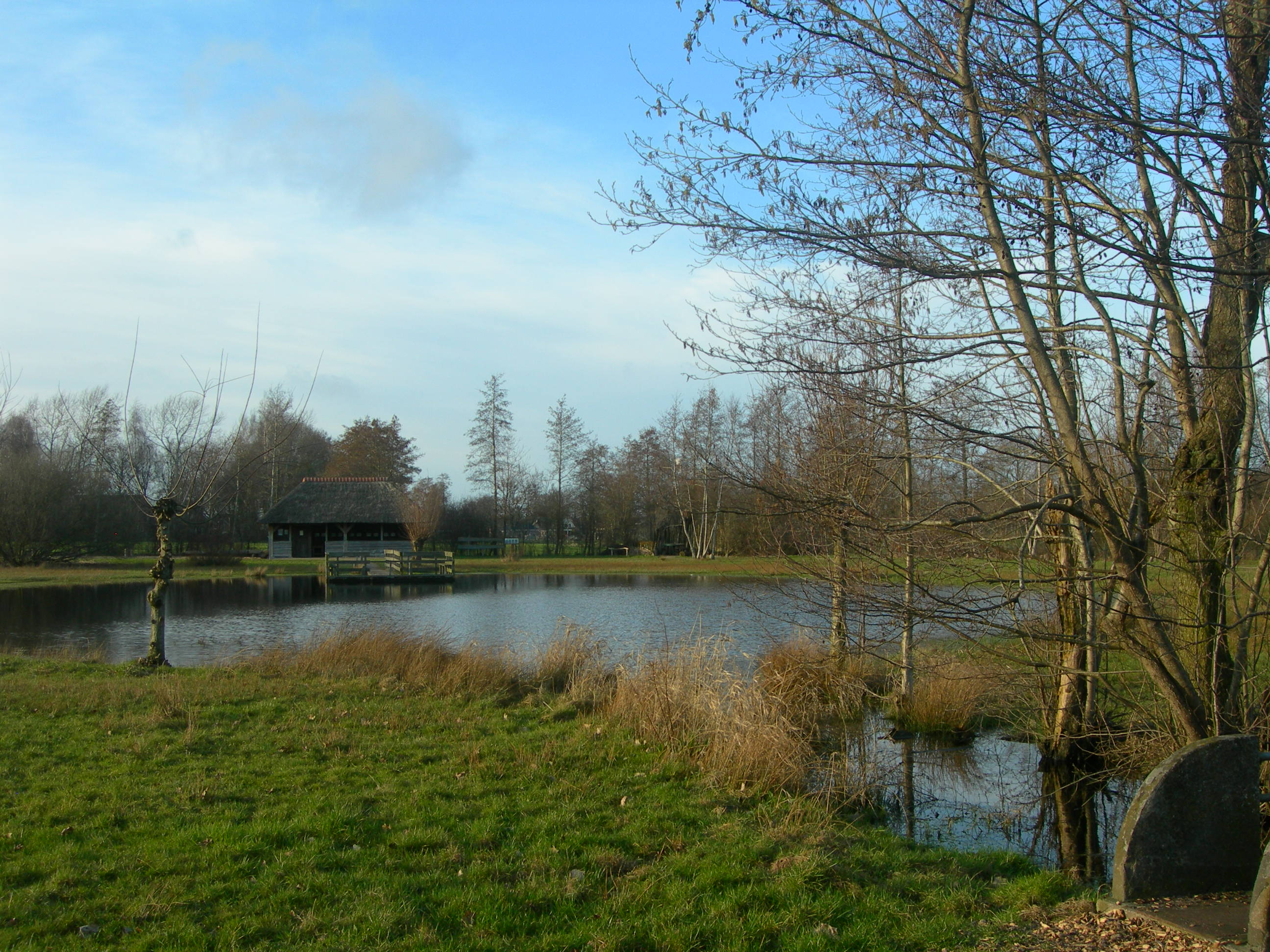
Curringheveld.
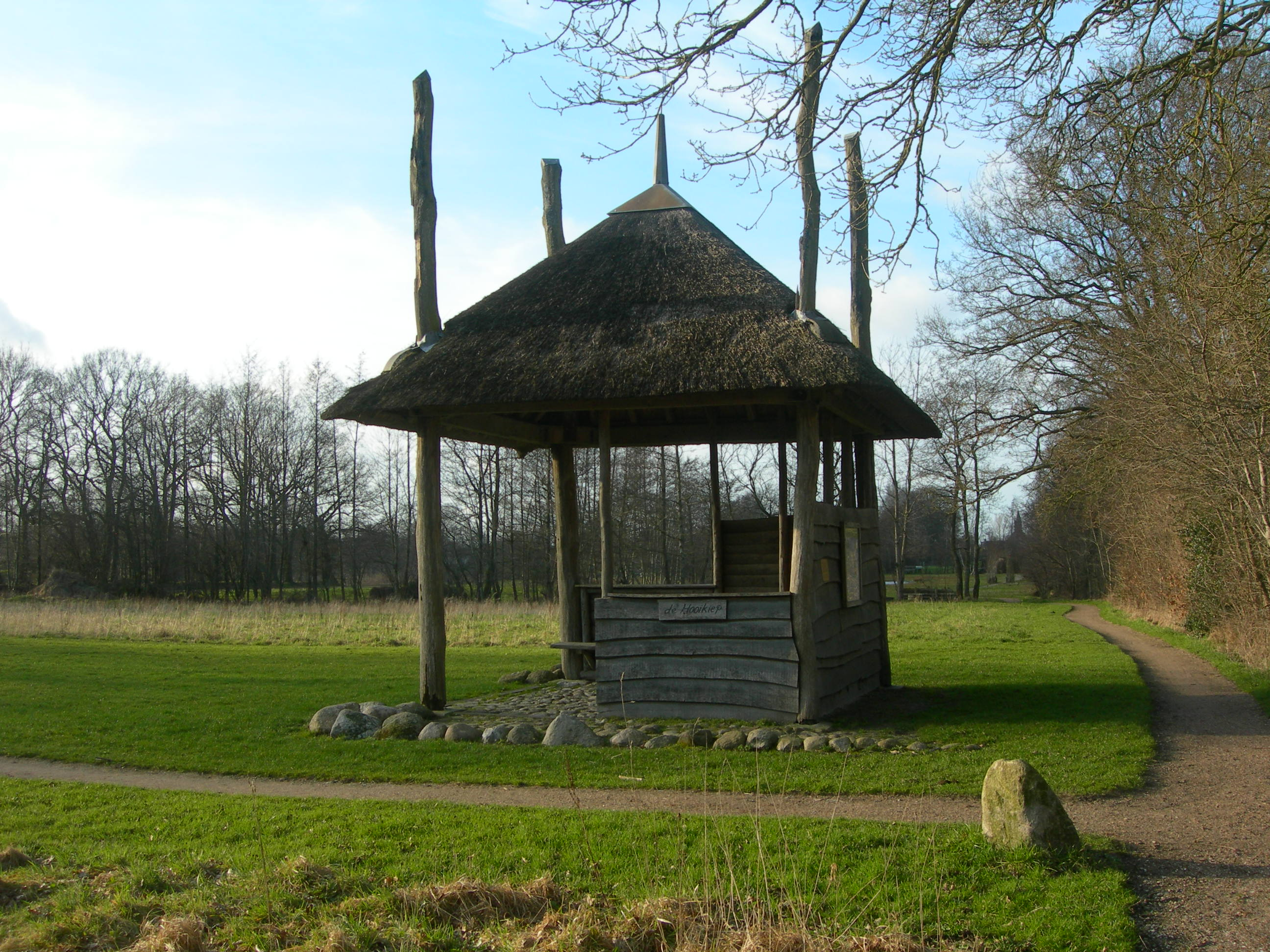
Kooikiep in het Curringherveld.
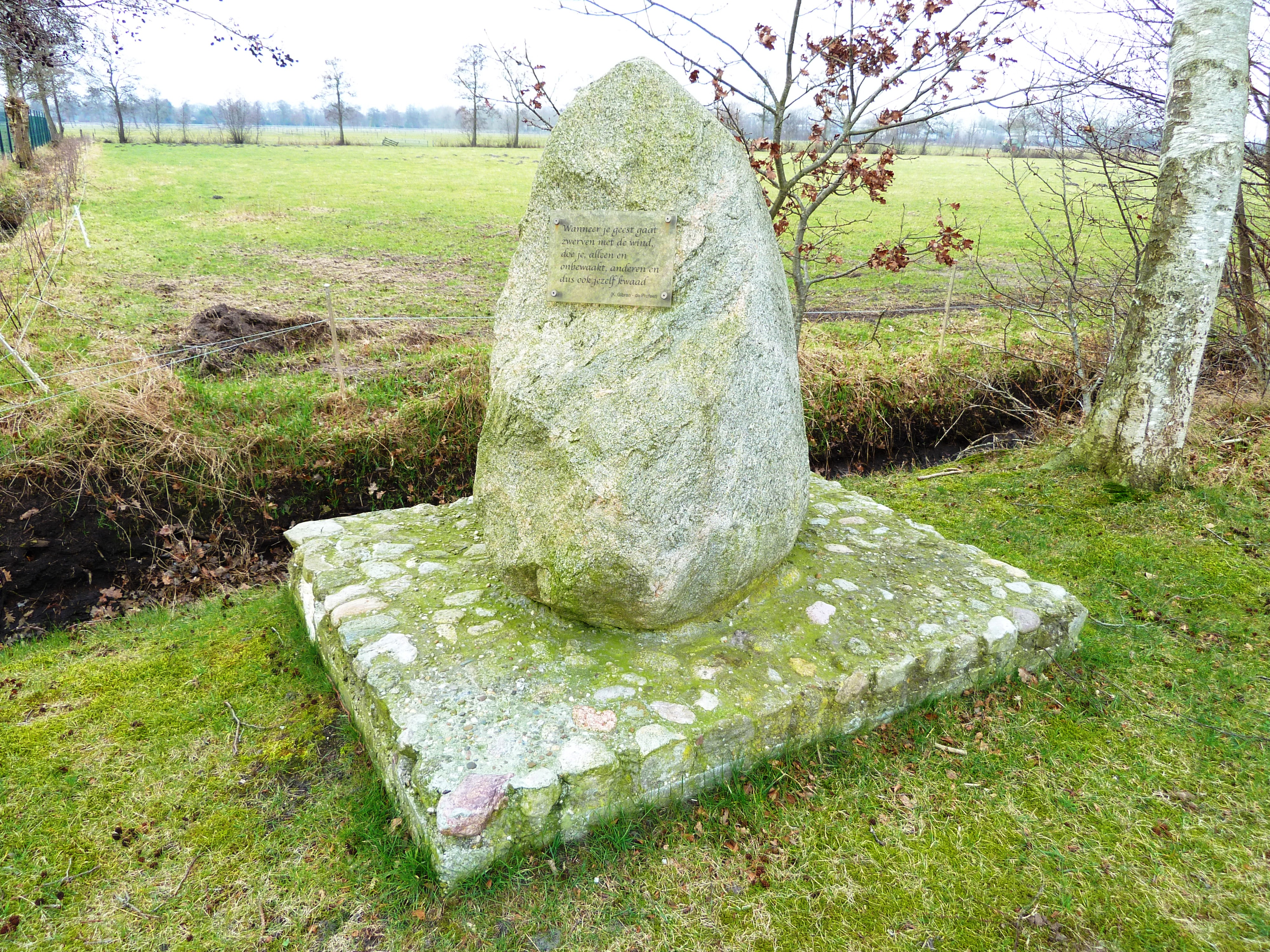
Gedenksteen Polmalaan.